# Симеон Траянополски
Симеон е български духовник, траянополски епископ на Българската православна църква.

## Биография
Роден на 8 октомври 1900 година в ямболското село Ичме (сега Стефан Караджово) България, със светското име Димитър Попантонов Цонев в семейството на енорийски свещеник. По майчина линия е роднина на Стефан Караджа. Учи в родното си село и от есента на 1915 година в Пловдивската духовна семинария, която завършва в 1921 година. През лятото е иконом на Баткунския манастир, а от септември 1921 година до 15 октомври 1923 година работи като учител-възпитател в свещеническото училище в Черепишкия манастир. След това се записва като студент в Богословския факултет на Софийския университет. На 11 май 1924 година в храма на Софийската духовна семинария „Свети Йоан Рилски“ е замонашен от епископ Михаил Велички под старчеството на архимандрит Евтимий. На 27 юли 1924 година епископ Михаил го ръкополага за йеродякон. Йеродякон Симеон завършва Богословския факултет в 1927 година и от есента на същата година заминава да учи в Старокатолическия богословски факултет в Берн, Швейцария. Завръща се в през лятото на 1929 година и в следващата учебна година е учител-възпитател в свещеническото училище в Черепишкия манастир. От 1930 година е епархийски проповедник и протосингел на Доростоло-Червенската митрополия. На 25 декември 1931 година в русенската катедрала „Света Троица“ митрополит Михаил го ръкополага за йеромонах, а на 25 декември 1933 година по решение на Синода е отличен с архимандритско достойнство.
От 16 януари 1941 година до 31 януари 1947 година е ректор на Пастирско-богословския институт в Черепишкия манастир. От 1 февруари 1947 година до 15 април 1949 година е главен секретар на Светия синод. След това е синодален делегат в Бачковския манастир и по-късно е началник на отдела на Синода за надзор на ставропигиалните манастири. От 15 април 1951 или от 5 август 1951 до 15 юли 1955 година е игумен на Бачковския манастир. На 27 декември 1953 година в катедралата „Свети Александър Невски“ в София е ръкоположен за траянополски епископ. Симеон Траянополски е първият ръкоположен епископ на възстановената Българска патриаршия. От 15 юли 1955 година е редактор на списание „Духовна култура“ и епископ на разположение на Синода. От 1 септември 1960 година е викарен епископ на доростолския и червенски митрополит, а от май 1961 година е епископ на разположение Свети синод.
Умира на 24 май 1971 година в София.